# حمدة السليطي
حمدة بنت حسن السليطي هي سياسية قطرية، وتشغل منصب نائبة رئيس مجلس الشورى في قطر.

## الحياة المهنية
تتولى السليطي منصب الرئيس التنفيذي لجائزة التميز العلمي، كما تشغل منصب الأمين العام في اللجنة الوطنية القطرية للتربية والثقافة والعلوم.
في أكتوبر 2021، عُيِّنت من طرف الشيخ تميم بن حمد آل ثاني كإحدى امرأتين في مجلس الشورى. وفي الجلسة الأولى للمجلس، انتُخِبت السليطي نائبةً للرئيس، متفوقةً على علي بن سعيد الخياريين وسعد بن أحمد المسند.
شغِلَت السليطي سابقًا منصب نائبة رئيس المنظمة العربية للتربية والثقافة والعلوم (الألكسو)، حيث جرى تكريمها من قبل المنظمة في مايو 2022.